# Понженак
Понженак — река в России, протекает по Бакчарскому району Томской области. Устье реки находится в 365 км по левому берегу реки Кёнга. Длина реки составляет 20 км. Высота устья — 106,5 м над уровнем моря.

## Данные водного реестра
По данным государственного водного реестра России относится к Верхнеобскому бассейновому округу, водохозяйственный участок реки — Обь от впадения реки Кеть до впадения реки Васюган, речной подбассейн реки — Кеть. Речной бассейн реки — (Верхняя) Обь до впадения Иртыша.
Код объекта в государственном водном реестре — 13010700112115200028645.